# Villanueva de Campeán
Villanueva de Campeán est une municipalité espagnole de la communauté autonome de Castille-et-León et de la province de Zamora.